# Manchester (Kalifornia)
Manchester – jednostka osadnicza w Stanach Zjednoczonych, w stanie Kalifornia, w hrabstwie Mendocino.